# Hestespore
En spore er et hjælpemiddel, som bruges af ryttere til at forstærke hælens virkning. Når man skal til at ride med spore er det vigtigt at man har lært at sidde stille med sine ben under ridning, så man ikke prikker til hesten hele tiden, det kan nemlig med tiden gøre heste ”døv for schenklerne".